# Stadthaus (London)
Das Stadthaus – auch im Englischen mit dem deutschen Wort bezeichnet – ist ein 2009 fertig gestelltes neunstöckiges Wohngebäude am Murray Grove in Hackney, London. Mit neun Stockwerken und einer Höhe von 30 Metern galt es bei seiner Entstehung als das zweithöchste Wohngebäude aus Holz weltweit – nach dem Apartmentkomplex „Forte“ in Melbourne, Australien. Es wurde in Zusammenarbeit des Architektenbüros Waugh Thistleton mit dem Ingenieurbüro Techniker Ltd. als Tragwerksplaner und dem Holzplattenhersteller KLH entworfen.

## Einordnung des Weltrekords
Das Stadthaus ist das erste Wohngebäude, das aus vorgefertigten Brettsperrholzplatten errichtet wurde. Es war das erste Gebäude dieser Höhe weltweit, bei dem nicht nur tragende Wände und Bodenplatten, sondern auch Treppen- und Aufzugskerne vollständig aus Holz bestehen.
Der Rekord wurde 2019 durch das Holzhochhaus Mjøstårnet in Norwegen und 2022 durch das Ascent MKE in den USA gebrochen. Der in Wien geplante „Timber Marina Tower“ soll 2025–2026 mit einer Höhe von 113 Metern und 32 Obergeschossen gebaut werden.

## Ökologische Aspekte
Holz speichert 0,8 Tonnen Kohlendioxid in einem Kubikmeter und ist ein nachwachsender Rohstoff. Im Vergleich dazu sind die Herstellung von Beton und Stahl energieintensive Einwegprozesse, bei denen große Mengen Kohlendioxid in die Atmosphäre freigesetzt werden. Die Platten können außerdem am Ende der Nutzungsdauer des Gebäudes leicht demontiert und als Energiequelle genutzt werden (Stichworte „Graue Energie“ und „CO2-Bilanz“).

## Gestaltungsansatz
Der Spielraum für den Entwurf wurde durch eine Reihe von Faktoren vorgegeben. Frühere Architekten hatten zwei Genehmigungsabsagen für das Grundstück erhalten, durch die Begründungen waren die genehmigungsfähigen Parameter für ein Gebäude klar definiert. Die Grundstücksfläche beträgt 17 × 17 m und ist auf allen Seiten von anderen Wohngebäuden begrenzt. Eine Verbreiterung der Grundstücksfläche gab die Grundrissform des Gebäudes vor, und die Höhe wurde auf neun Stockwerke als Maximum festgelegt, um eine Verschattung für die Umgebungsbebauung zu vermeiden.
Es gab zwei Bauherren, den „Metropolitan Housing Trust“ für die Sozialwohnungen, „Telford Homes“ für die anderen Wohnungen. Letztere befinden sich in den fünf oberen Stockwerken, die Sozialwohnungen in den drei unteren. Für die Sozialwohnungen wurde ein
separater Eingang im Erdgeschoss gefordert. Dies führte zu einem gespiegelten Grundriss von Ost nach West mit einem identischen Eingang in jeder Richtung. Der Großteil der Sozialwohnungen besteht aus Familienwohnungen mit Blick auf den Spielbereich auf der Rückseite des Gebäudes.
„Telford Homes“ verlangte, dass die Innenausstattung den Standardvorgaben des Bauträgers entspräche. Das führte dazu, dass die Wohnungen innen völlig konventionell wirken und den revolutionären Charakter ihrer Struktur verbergen.
Die Farbgestaltung der Außenfassade wurde nach Aussage der Architekten von Gerhard Richters Gemälde Les gris entre ciel et mer du nord inspiriert.

## Bauablauf

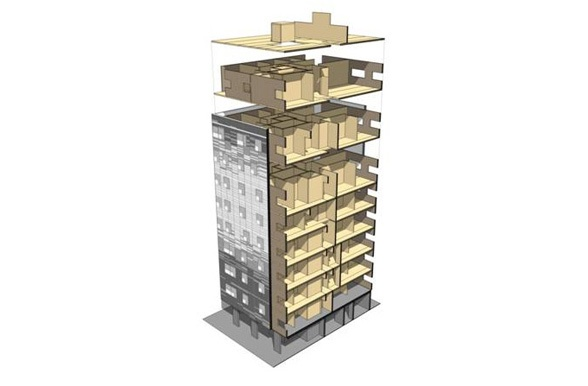
Querschnitt des Stadthauses

Das Gebäude wurde mithilfe eines strukturellen Brettsperrholzplattensystems zusammengebaut. Die Holzplatten werden in Österreich vom Unternehmen KLH Massivholz aus Fichtenbrettern hergestellt, die mit einem ungiftigen Klebstoff zusammengeklebt werden. Das Abfallholz wird in Brennstoff umgewandelt, der sowohl die Fabrik als auch das örtliche Dorf mit Energie versorgt. Jede Platte ist vorgefertigt und mit Ausschnitten für Fenster und Türen sowie zu verlegenden Versorgungsleitungskanälen versehen. Als die Platten auf der Baustelle ankamen, wurden sie sofort mit einem Kran in Position gebracht und befestigt. Vier Zimmerleute errichteten das neunstöckige Gebäude in 27 Tagen. Die Geschwindigkeit, mit der der Bau in einer so dicht besiedelten Umgebung durchgeführt werden konnte, ist besonders relevant, ebenso wie die Tatsache, dass weder Lärm noch Abfall entsteht, wodurch die Anwohner weitaus weniger gestört werden als bei einer traditionellen Betonrahmenkonstruktion.
In der gesamten Struktur wird eine „Plattformkonstruktion“ verwendet. Jedes Stockwerk wird auf die darunter liegenden Wände gesetzt, dann wird ein weiteres Stockwerk hochgezogen und so weiter das Gebäude hinauf. Verbindungen werden mit Schrauben und Winkelplatten gesichert. Die Spannungen sind in der Regel in der gesamten Struktur sehr gering und an Stellen mit hohem Querdruck wurden Schrauben hinzugefügt, um das Holz lokal zu verstärken.

## Auszeichnungen
Das Stadthaus wurde mit dem Wood Award 2008, Kategorie Structural / Judges Special Award und dem RIBA President’s Award for Research 2009 ausgezeichnet.